# Örö fjärden
Örö fjärden är en fjärd i Finland.   Det ligger i landskapet Egentliga Finland, i den södra delen av landet, 150 km väster om huvudstaden Helsingfors.